# Tuvalský dolar
Tuvalu je nezávislý ostrovní stát v Pacifiku. Svoji nezávislost vyhlásil v roce 1978. Oficiálním platidlem je zde australský dolar (AUD).
Dohoda mezi Austrálií a Tuvalu však umožňuje, že Tuvalu razí vlastní mince. Tuvalské mince jsou v oběhu společně s australskými, bankovky se používají pouze australské. Tuvalské mince nejsou plnohodnotnou nezávislou měnou, nemají vlastní ISO 4217 kód. Jsou „místní variantou“ australských mincí.

## Mince
- Mince tuvalského dolaru primárně určené pro každodenní platební styk byly raženy v hodnotách 1, 2, 5, 10, 20, 50 centů a 1 dolar. Technické parametry jednotlivých mincí byly shodné se svými tehdejšími australskými protějšky. Poslední ražba těchto mincí proběhla v roce 1994, nejmenší mince 1 a 2 centy se přestaly vyrábět ještě dříve. Všechny mince měly na rubové straně vyobrazenou britskou královnu Alžbětu II. Na lícové straně jsou motivy z místní fauny. Mince si i nadále uchovávají statut zákonného platidla, ale díky nepříliš velkému množství a již ukončené produkci jsou vyhledávany sběrateli.

- Tuvalu aktuálně vydává každoročně celou řadu pamětních sběratelských a investičních zlatých a stříbrných mincí o různých hodnotách (např. 1, 2, 30, 100 dolarů) ryze pro numismatické a investiční účely.